# Llista de monuments de l'Esquirol
Llista de monuments de l'Esquirol inclosos en l'Inventari del Patrimoni Arquitectònic Català pel municipi de L'Esquirol (Osona). Inclou els inscrits en el Registre de Béns Culturals d'Interès Nacional (BCIN) amb la classificació de monuments històrics, els Béns Culturals d'Interès Local (BCIL) de caràcter immoble i la resta de béns arquitectònics integrants del patrimoni cultural català.
| Monument                                                  | Protecció    | Estil/època                          | Localització                                                           | Coordenades                                          | Codi?         | Imatge |
| --------------------------------------------------------- | ------------ | ------------------------------------ | ---------------------------------------------------------------------- | ---------------------------------------------------- | ------------- | --- |
| Castell de Cabrera                                        | BCIN 1413-MH | Obra popular XII-XIII                | L'Esquirol                                                             | 42° 04′ 34″ N, 2° 24′ 26″ E / 42.076042°N,2.407206°E | RI-51-0005698 | Castell de Cabrera (Collsacabra) · Vegeu més fotos d'aquest monument · Carregueu una nova foto d'aquest monument                                       |
| Castell de Barrès                                         | BCIN 1414-MH | Obra popular XIII                    | L'Esquirol                                                             | 42° 02′ 00″ N, 2° 21′ 37″ E / 42.033198°N,2.360389°E | RI-51-0005699 | Carregueu una nova foto d'aquest monument |
| Església parroquial de Santa Maria de Corcó               |              | Barroc XVIII-XX                      | L'Esquirol Pl. Església - pg. Gorgues                                  | 42° 02′ 06″ N, 2° 22′ 10″ E / 42.035074°N,2.369339°E | IPA-22669     | Església parroquial de Santa Maria de Corcó (l'Esquirol) · Vegeu més fotos d'aquest monument · Carregueu una nova foto d'aquest monument               |
| Portal adovellat de l'habitatge al carrer Collsagorga, 97 |              |                                      | L'Esquirol C. Major, 105                                               | 42° 02′ 11″ N, 2° 22′ 11″ E / 42.036513°N,2.369672°E | IPA-22670     | Portal adovellat de l'habitatge al carrer Collsagorga, 97 (l'Esquirol) · Vegeu més fotos d'aquest monument · Carregueu una nova foto d'aquest monument |
| Arquerons o Arcarons                                      |              | Obra popular XVIII-XX                | L'Esquirol Ctra. Tavertet                                              | 42° 01′ 58″ N, 2° 22′ 27″ E / 42.032657°N,2.374074°E | IPA-22671     | Carregueu una nova foto d'aquest monument |
| Molí Arquerons o Molí Arcarons                            |              | Obra popular                         | L'Esquirol Ctra. Tavertet                                              | 42° 01′ 56″ N, 2° 22′ 26″ E / 42.032351°N,2.374005°E | IPA-22672     | Carregueu una nova foto d'aquest monument |
| El Gosch                                                  |              | Obra popular XVIII-XX                | L'Esquirol Sant Martí Sescorts                                         | 42° 01′ 43″ N, 2° 20′ 09″ E / 42.028647°N,2.335913°E | IPA-22673     | Carregueu una nova foto d'aquest monument |
| Sorribes                                                  |              | Obra popular XVII-XVIII              | L'Esquirol Sant Martí Sescorts                                         | 42° 01′ 12″ N, 2° 20′ 09″ E / 42.020058°N,2.335706°E | IPA-22674     | Carregueu una nova foto d'aquest monument |
| El Perai                                                  |              | Obra popular XVIII                   | L'Esquirol Sortida Esquirol cap a Tavertet                             | 42° 02′ 12″ N, 2° 22′ 18″ E / 42.03659°N,2.371529°E  | IPA-22675     | El Perai (l'Esquirol) · Vegeu més fotos d'aquest monument · Carregueu una nova foto d'aquest monument                                                  |
| La Cambreria                                              |              | Obra popular                         | L'Esquirol Sortida Esquirol cap a Tavertet                             | 42° 01′ 46″ N, 2° 22′ 53″ E / 42.029351°N,2.381359°E | IPA-22676     | Carregueu una nova foto d'aquest monument |
| Les Antentes                                              |              | Obra popular XVII-XX                 | L'Esquirol Ctra. BV-5272 Esquirol-Tavertet, km 3,5                     | 42° 01′ 45″ N, 2° 22′ 51″ E / 42.029028°N,2.380757°E | IPA-22677     | Les Antentes (l'Esquirol) · Vegeu més fotos d'aquest monument · Carregueu una nova foto d'aquest monument                                              |
| El Collell                                                |              | Obra popular XVII-XVIII              | L'Esquirol Ctra. Vic-Olot                                              | 42° 03′ 33″ N, 2° 23′ 36″ E / 42.059176°N,2.393200°E | IPA-22678     | El Collell (l'Esquirol) · Vegeu més fotos d'aquest monument · Carregueu una nova foto d'aquest monument                                                |
| La Rotllada                                               |              | Obra popular XVIII-XX                | L'Esquirol Ctra. C-153 Vic-Olot, km 235                                | 42° 02′ 56″ N, 2° 24′ 50″ E / 42.048752°N,2.413854°E | IPA-22680     | Carregueu una nova foto d'aquest monument |
| Les Caselles                                              |              | Obra popular XVI-XVIII               | L'Esquirol Ctra. C-153 Vic-Olot, km 23,5                               | 42° 03′ 07″ N, 2° 24′ 46″ E / 42.051972°N,2.412851°E | IPA-22681     | Les Caselles (l'Esquirol) · Vegeu més fotos d'aquest monument · Carregueu una nova foto d'aquest monument                                              |
| Aiats                                                     |              | Obra popular XVI-XIX                 | L'Esquirol Ctra. C-153 Vic-Olot, km 23,5                               | 42° 03′ 32″ N, 2° 25′ 05″ E / 42.058847°N,2.417991°E | IPA-22683     | Carregueu una nova foto d'aquest monument |
| Rectoria Vella                                            |              | Obra popular XVI-XVII                | L'Esquirol Ctra. Vic-l'Esquirol                                        | 42° 01′ 35″ N, 2° 21′ 28″ E / 42.026250°N,2.357911°E | IPA-22684     | Carregueu una nova foto d'aquest monument |
| Ferrerons                                                 |              | Obra popular XVIII-XIX               | L'Esquirol Sant Martí Sescorts                                         | 42° 02′ 31″ N, 2° 19′ 44″ E / 42.041959°N,2.328960°E | IPA-22685     | Carregueu una nova foto d'aquest monument |
| Mas la Bertrana                                           |              | Obra popular XVIII                   | L'Esquirol Ctra. Vic-l'Esquirol                                        | 42° 01′ 39″ N, 2° 21′ 28″ E / 42.027510°N,2.357663°E | IPA-22686     | Carregueu una nova foto d'aquest monument |
| Capella de Sant Francesc al Mas la Bertrana               | BCIL 2008    | Obra popular XIX                     | L'Esquirol Ctra. Vic-l'Esquirol                                        | 42° 01′ 35″ N, 2° 21′ 30″ E / 42.026462°N,2.358202°E | IPA-22687     | Carregueu una nova foto d'aquest monument |
| Mas la Parra                                              |              | Obra popular XIX                     | L'Esquirol                                                             | 42° 02′ 53″ N, 2° 22′ 12″ E / 42.048165°N,2.370088°E | IPA-22691     | Carregueu una nova foto d'aquest monument |
| Finestra conopial del Mas la Griera                       |              | Gòtic, obra popular                  | L'Esquirol                                                             |                                                      | IPA-22693     | Carregueu una nova foto d'aquest monument |
| Coromines                                                 |              | Obra popular XVII-XVIII              | L'Esquirol Ctra. B-5222 Manlleu a Sant Martí                           | 42° 00′ 58″ N, 2° 18′ 47″ E / 42.016201°N,2.313131°E | IPA-22694     | Coromines (l'Esquirol) · Vegeu més fotos d'aquest monument · Carregueu una nova foto d'aquest monument                                                 |
| Mas Campas                                                |              | Obra popular XVIII                   | L'Esquirol Ctra. Tavertet                                              | 42° 02′ 08″ N, 2° 22′ 44″ E / 42.035669°N,2.378956°E | IPA-22695     | Carregueu una nova foto d'aquest monument |
| Conjunt del Molí del Mas Campas                           |              | Obra popular XIX                     | L'Esquirol Ctra. BV-5272 Tavertet, km 1                                | 42° 02′ 09″ N, 2° 22′ 32″ E / 42.035796°N,2.375692°E | IPA-22696     | Carregueu una nova foto d'aquest monument |
| Església parroquial de Sant Roc                           |              | Obra popular XIX-XX                  | L'Esquirol Pl. Dr. Torras i Bages, Cantonigrós                         | 42° 02′ 25″ N, 2° 24′ 18″ E / 42.040318°N,2.405138°E | IPA-22699     | Església parroquial de Sant Roc (l'Esquirol) · Vegeu més fotos d'aquest monument · Carregueu una nova foto d'aquest monument                           |
| Capella de Santa Maria                                    |              | Obra popular XVIII                   | L'Esquirol Cantonigrós                                                 | 42° 02′ 38″ N, 2° 24′ 40″ E / 42.043821°N,2.411106°E | IPA-22700     | Carregueu una nova foto d'aquest monument |
| Les Planes                                                |              | Obra popular XVI-XVII, XIX-XX        | L'Esquirol Cantonigrós                                                 | 42° 02′ 37″ N, 2° 24′ 40″ E / 42.043697°N,2.411063°E | IPA-22701     | Les Planes (l'Esquirol) · Vegeu més fotos d'aquest monument · Carregueu una nova foto d'aquest monument                                                |
| Llinda d'un portal de l'habitatge al carrer Sant Roc, 11  |              |                                      | L'Esquirol C. Sant Roc, 11, Cantonigrós                                | 42° 02′ 30″ N, 2° 24′ 28″ E / 42.041569°N,2.407761°E | IPA-22703     | Carregueu una nova foto d'aquest monument |
| Església de Sant Martí Sescorts                           |              | Romànic, barroc XI, XVII-XVIII       | L'Esquirol Pl. Església, Sant Martí Sescorts                           | 42° 00′ 46″ N, 2° 19′ 32″ E / 42.012789°N,2.325622°E | IPA-22705     | Església de Sant Martí Sescorts (l'Esquirol) · Vegeu més fotos d'aquest monument · Carregueu una nova foto d'aquest monument                           |
| Ermita de la Verge de les Escales o de Vilanova           |              | Gòtic-Renaixement XVI                | L'Esquirol Prop del Mas Coromines, Sant Martí Sescorts                 | 42° 01′ 17″ N, 2° 19′ 03″ E / 42.021469°N,2.317483°E | IPA-22706     | Ermita de la Verge de les Escales (l'Esquirol) · Vegeu més fotos d'aquest monument · Carregueu una nova foto d'aquest monument                         |
| Portal de la rectoria de Vilanova o de les Escales        |              | Obra popular XVII                    | L'Esquirol Sant Martí Sescorts                                         |                                                      | IPA-22708     | Carregueu una nova foto d'aquest monument |
| Cararach                                                  |              | Obra popular XVIII                   | L'Esquirol Sant Martí Sescorts                                         | 42° 02′ 44″ N, 2° 18′ 45″ E / 42.045585°N,2.312416°E | IPA-22709     | Carregueu una nova foto d'aquest monument |
| Mas Comerma                                               |              | Obra popular XVIII-XIX               | L'Esquirol Sant Martí Sescorts                                         | 42° 02′ 13″ N, 2° 18′ 23″ E / 42.036826°N,2.306418°E | IPA-22710     | Carregueu una nova foto d'aquest monument |
| Capella del Mas Comerma                                   |              | Obra popular XIX                     | L'Esquirol Sant Martí Sescorts                                         | 42° 02′ 14″ N, 2° 18′ 22″ E / 42.037131°N,2.306240°E | IPA-22711     | Carregueu una nova foto d'aquest monument |
| El Dot                                                    |              | Obra popular XVIII-XIX               | L'Esquirol Sant Martí Sescorts                                         | 42° 01′ 39″ N, 2° 20′ 28″ E / 42.027528°N,2.341210°E | IPA-22712     | Carregueu una nova foto d'aquest monument |
| Jovateny                                                  |              | Obra popular XVII                    | L'Esquirol Sant Martí Sescorts                                         | 42° 02′ 20″ N, 2° 19′ 01″ E / 42.038909°N,2.316808°E | IPA-22714     | Carregueu una nova foto d'aquest monument |
| Capella de Sant Ferriol o de la Immaculada Concepció      |              | Obra popular, renaixement XVII-XVIII | L'Esquirol Mas Codinach                                                | 42° 02′ 40″ N, 2° 17′ 58″ E / 42.044320°N,2.299512°E | IPA-22715     | Carregueu una nova foto d'aquest monument |
| Mas Codinach                                              |              | Obra popular XVI                     | L'Esquirol                                                             | 42° 02′ 39″ N, 2° 17′ 59″ E / 42.044154°N,2.299845°E | IPA-22716     | Carregueu una nova foto d'aquest monument |
| La Cabreta                                                |              | Obra popular                         | L'Esquirol                                                             | 42° 02′ 59″ N, 2° 24′ 54″ E / 42.049759°N,2.414990°E | IPA-22717     | La Cabreta (l'Esquirol) · Vegeu més fotos d'aquest monument · Carregueu una nova foto d'aquest monument                                                |
| Herbera de la Creu                                        |              | Obra popular                         | L'Esquirol A prop de la Rotllana                                       | 42° 03′ 01″ N, 2° 24′ 58″ E / 42.050416°N,2.416007°E | IPA-22718     | Carregueu una nova foto d'aquest monument |
| Santuari de Santa Maria de Cabrera                        |              | Obra popular XVII-XVIII              | L'Esquirol Ctra. Vic-Olot                                              | 42° 04′ 24″ N, 2° 24′ 28″ E / 42.073319°N,2.407793°E | IPA-22719     | Santuari de Santa Maria de Cabrera (l'Esquirol) · Vegeu més fotos d'aquest monument · Carregueu una nova foto d'aquest monument                        |
| La Creu                                                   |              | Obra popular                         | L'Esquirol A prop de la Rotllada                                       | 42° 03′ 01″ N, 2° 24′ 59″ E / 42.050374°N,2.416375°E | IPA-22721     | Carregueu una nova foto d'aquest monument |
| Can Pelat                                                 |              | Obra popular XVIII                   | L'Esquirol Sector sud de l'Esquirol                                    | 42° 01′ 46″ N, 2° 22′ 14″ E / 42.029548°N,2.370563°E | IPA-22722     | Carregueu una nova foto d'aquest monument |
| Can Rispet                                                |              | Obra popular                         | L'Esquirol Ctra. l'Esquirol-Tavertet, km 5 esquerra                    | 42° 01′ 30″ N, 2° 23′ 34″ E / 42.025016°N,2.392912°E | IPA-22723     | Carregueu una nova foto d'aquest monument |
| Can Gavatx                                                |              | Obra popular                         | L'Esquirol Ctra. l'Esquirol-Tavertet, km 5 i 6                         | 42° 01′ 25″ N, 2° 23′ 35″ E / 42.023661°N,2.393052°E | IPA-22724     | Carregueu una nova foto d'aquest monument |
| Casa de l'Hora                                            |              | Obra popular                         | L'Esquirol Ctra. l'Esquirol-Tavertet, km 10 i 11                       | 42° 02′ 11″ N, 2° 17′ 44″ E / 42.036436°N,2.295655°E | IPA-22725     | Carregueu una nova foto d'aquest monument |
| Les Palanques                                             |              | Obra popular XVII-XVIII              | L'Esquirol Ctra. C-153, km 13 i 14 dreta                               | 42° 01′ 27″ N, 2° 20′ 51″ E / 42.024129°N,2.347478°E | IPA-22726     | Carregueu una nova foto d'aquest monument |
| Can Codina                                                |              | Obra popular                         | L'Esquirol Ctra. de l'Esquirol a Tavertet, km 5 i 6                    | 42° 01′ 19″ N, 2° 23′ 14″ E / 42.021885°N,2.387330°E | IPA-22727     | Carregueu una nova foto d'aquest monument |
| Cabana d'era de Can Codina                                |              | Obra popular                         | L'Esquirol Ctra. de l'Esquirol a Tavertet, km 5 i 6                    | 42° 01′ 18″ N, 2° 23′ 13″ E / 42.021638°N,2.387002°E | IPA-22728     | Carregueu una nova foto d'aquest monument |
| L'Oliva                                                   |              | Obra popular XVIII                   | L'Esquirol Ctra. C-153 entre km 17-18 esquerra                         | 42° 03′ 04″ N, 2° 22′ 19″ E / 42.050988°N,2.371958°E | IPA-22729     | Carregueu una nova foto d'aquest monument |
| El Feu                                                    |              | Obra popular XVIII-XIX               | L'Esquirol Ctra. C-153 entre km 17-18 esquerra                         | 42° 03′ 17″ N, 2° 21′ 57″ E / 42.054853°N,2.365750°E | IPA-22730     | Carregueu una nova foto d'aquest monument |
| Casa Nova del Feu                                         |              | Obra popular XIX                     | L'Esquirol Ctra. C-153 entre km 17-18 esquerra                         | 42° 03′ 28″ N, 2° 21′ 51″ E / 42.057796°N,2.364147°E | IPA-22731     | Carregueu una nova foto d'aquest monument |
| El Llancís                                                |              | Obra popular                         | L'Esquirol Ctra. C-153 entre km 17-18 esquerra                         | 42° 03′ 21″ N, 2° 21′ 02″ E / 42.055913°N,2.350597°E | IPA-22732     | Carregueu una nova foto d'aquest monument |
| La Garolera                                               |              | Obra popular XVIII                   | L'Esquirol Ctra. C-153 entre km 17-18 esquerra                         | 42° 03′ 06″ N, 2° 21′ 38″ E / 42.051690°N,2.360422°E | IPA-22733     | Carregueu una nova foto d'aquest monument |
| L'Aguilassa o la Vilassa                                  |              | Obra popular                         | L'Esquirol Ctra. C-153 entre km 17-18 esquerra                         | 42° 02′ 58″ N, 2° 21′ 48″ E / 42.049452°N,2.363324°E | IPA-22734     | Carregueu una nova foto d'aquest monument |
| El Llac                                                   |              | Obra popular XVII                    | L'Esquirol Sant Martí Sescorts                                         | 42° 01′ 21″ N, 2° 18′ 33″ E / 42.022452°N,2.309051°E | IPA-22735     | Carregueu una nova foto d'aquest monument |
| Can Foradada                                              |              | Obra popular                         | L'Esquirol Sant Martí Sescorts                                         | 42° 01′ 20″ N, 2° 19′ 06″ E / 42.022160°N,2.318204°E | IPA-22736     | Can Foradada (l'Esquirol) · Vegeu més fotos d'aquest monument · Carregueu una nova foto d'aquest monument                                              |
| La Sala                                                   |              | Obra popular XVIII                   | L'Esquirol Ctra. C-153 entre km 11-12 esquerra                         | 42° 01′ 47″ N, 2° 19′ 01″ E / 42.029855°N,2.316895°E | IPA-22737     | Carregueu una nova foto d'aquest monument |
| Camprodon                                                 |              | Obra popular XVIII                   | L'Esquirol Sant Martí Sescorts                                         | 42° 02′ 02″ N, 2° 18′ 02″ E / 42.033958°N,2.300611°E | IPA-22738     | Carregueu una nova foto d'aquest monument |
| Palou                                                     |              | Obra popular XX                      | L'Esquirol                                                             | 42° 02′ 05″ N, 2° 21′ 00″ E / 42.034769°N,2.350105°E | IPA-22739     | Carregueu una nova foto d'aquest monument |
| La Coma de Codinac                                        |              | Obra popular                         | L'Esquirol Sant Martí Sescorts                                         | 42° 02′ 23″ N, 2° 18′ 08″ E / 42.039744°N,2.302276°E | IPA-22740     | Carregueu una nova foto d'aquest monument |
| La Vall                                                   |              | Obra popular XVII-XVIII              | L'Esquirol                                                             | 42° 02′ 13″ N, 2° 21′ 00″ E / 42.036845°N,2.350126°E | IPA-22741     | Carregueu una nova foto d'aquest monument |
| Masoveria de Coromines                                    |              | Obra popular XVIII                   | L'Esquirol Sant Martí Sescorts                                         | 42° 01′ 01″ N, 2° 18′ 49″ E / 42.016875°N,2.313691°E | IPA-22742     | Masoveria de Coromines (l'Esquirol) · Vegeu més fotos d'aquest monument · Carregueu una nova foto d'aquest monument                                    |
| El Güell                                                  |              | Obra popular                         | L'Esquirol Sant Martí Sescorts                                         | 42° 01′ 02″ N, 2° 19′ 37″ E / 42.017195°N,2.327064°E | IPA-22743     | Carregueu una nova foto d'aquest monument |
| L'Escanera                                                |              | Obra popular XVIII                   | L'Esquirol Sant Martí Sescorts                                         | 42° 00′ 37″ N, 2° 19′ 39″ E / 42.010166°N,2.327446°E | IPA-22744     | Carregueu una nova foto d'aquest monument |
| El Torrat                                                 |              | Obra popular                         | L'Esquirol Sant Martí Sescorts                                         | 42° 00′ 30″ N, 2° 19′ 21″ E / 42.008443°N,2.322459°E | IPA-22745     | Carregueu una nova foto d'aquest monument |
| Casamitjana                                               |              | Obra popular XVII-XVIII, XIX         | L'Esquirol El Pla del Cuní                                             | 42° 00′ 11″ N, 2° 18′ 47″ E / 42.002983°N,2.312977°E | IPA-22746     | Carregueu una nova foto d'aquest monument |
| Llafrenca                                                 |              | Obra popular XVIII                   | L'Esquirol El Pla del Cuní                                             | 42° 00′ 31″ N, 2° 18′ 44″ E / 42.008545°N,2.312290°E | IPA-22747     | Carregueu una nova foto d'aquest monument |
| El Cuní                                                   |              | Obra popular XVIII                   | L'Esquirol El Pla del Cuní                                             | 42° 00′ 04″ N, 2° 19′ 08″ E / 42.001145°N,2.318950°E | IPA-22748     | Carregueu una nova foto d'aquest monument |
| Casa Vella del Cuní                                       |              | Obra popular XVII                    | L'Esquirol El Pla del Cuní                                             | 42° 00′ 06″ N, 2° 19′ 12″ E / 42.001538°N,2.319900°E | IPA-22750     | Carregueu una nova foto d'aquest monument |
| El Simó Gros, o el Simon                                  |              | Obra popular                         | L'Esquirol Ctra. C-153, km 13 i 14 dreta                               | 42° 02′ 13″ N, 2° 21′ 00″ E / 42.036845°N,2.350126°E | IPA-22751     | Carregueu una nova foto d'aquest monument |
| Puigdauret                                                |              | Obra popular XVIII                   | L'Esquirol Ctra. C-153, km 17 i 18 esquerra                            | 42° 03′ 00″ N, 2° 21′ 40″ E / 42.050056°N,2.361097°E | IPA-22752     | Carregueu una nova foto d'aquest monument |
| El Bonifet                                                |              | Obra popular XVII                    | L'Esquirol Ctra. C-153, km 15 dreta                                    | 42° 01′ 31″ N, 2° 21′ 17″ E / 42.025256°N,2.354750°E | IPA-22753     | Carregueu una nova foto d'aquest monument |
| L'Armentera                                               |              | Obra popular                         | L'Esquirol Ctra. l'Esquirol-Tavertet entre km 3 i 4 esquerra           | 42° 01′ 30″ N, 2° 23′ 08″ E / 42.024931°N,2.385652°E | IPA-22757     | Carregueu una nova foto d'aquest monument |
| La Guàrdia                                                |              | Obra popular XVII                    | L'Esquirol Ctra. C-153, km 17 dreta                                    | 42° 02′ 25″ N, 2° 21′ 54″ E / 42.040299°N,2.365082°E | IPA-22763     | Carregueu una nova foto d'aquest monument |
| Cabana d'era de la Guàrdia                                |              | Obra popular                         | L'Esquirol Ctra. C-153, km 17 dreta                                    | 42° 02′ 25″ N, 2° 21′ 53″ E / 42.040185°N,2.364835°E | IPA-22764     | Carregueu una nova foto d'aquest monument |
| La Serra de Corcó                                         |              | Obra popular XVIII                   | L'Esquirol Ctra. C-153, km 20 i 21 dreta                               | 42° 02′ 39″ N, 2° 23′ 33″ E / 42.044169°N,2.392523°E | IPA-22765     | Carregueu una nova foto d'aquest monument |
| Campamar                                                  |              | Obra popular XIX                     | L'Esquirol Collet de Sant Julià                                        | 42° 04′ 35″ N, 2° 23′ 06″ E / 42.076465°N,2.384914°E | IPA-22769     | Carregueu una nova foto d'aquest monument |
| Can Mont                                                  |              | Obra popular XIX                     | L'Esquirol Ctra. C-153 entre km 22 esquerra                            | 42° 03′ 22″ N, 2° 23′ 55″ E / 42.056200°N,2.398599°E | IPA-22770     | Carregueu una nova foto d'aquest monument |
| El Farigoler                                              |              | Obra popular XVIII                   | L'Esquirol Ctra. C-153 entre km 22 esquerra                            | 42° 03′ 07″ N, 2° 23′ 49″ E / 42.052054°N,2.397061°E | IPA-22771     | Carregueu una nova foto d'aquest monument |
| Església de Sant Julià de Cabrera                         |              | Obra popular, romànic XVI, XI-XII    | L'Esquirol Ctra. C-153 entre km 22 esquerra                            | 42° 04′ 19″ N, 2° 23′ 49″ E / 42.072052°N,2.396991°E | IPA-22773     | Església de Sant Julià de Cabrera (l'Esquirol) · Vegeu més fotos d'aquest monument · Carregueu una nova foto d'aquest monument                         |
| Rectoria de Sant Julià de Cabrera                         |              | Obra popular XVII                    | L'Esquirol Ctra. C-153 entre km 22 esquerra                            | 42° 04′ 18″ N, 2° 23′ 50″ E / 42.071702°N,2.397091°E | IPA-22774     | Rectoria de Sant Julià de Cabrera (l'Esquirol) · Vegeu més fotos d'aquest monument · Carregueu una nova foto d'aquest monument                         |
| Pont de Sant Martí o de la Teuleria                       |              | Obra popular Medieval                | L'Esquirol A l'antic camí ral de Vic a Olot                            | 42° 00′ 45″ N, 2° 20′ 07″ E / 42.012565°N,2.335380°E | IPA-22777     | Pont de Sant Martí (l'Esquirol) · Vegeu més fotos d'aquest monument · Carregueu una nova foto d'aquest monument                                        |
| Pont de Baumadestral                                      |              | Obra popular                         | L'Esquirol                                                             | 42° 00′ 59″ N, 2° 23′ 50″ E / 42.016377°N,2.397094°E | IPA-22778     | Carregueu una nova foto d'aquest monument |
| Pont de les Palanques                                     |              | Obra popular Medieval, XVI-XVII      | L'Esquirol                                                             | 42° 01′ 26″ N, 2° 20′ 51″ E / 42.023996°N,2.347558°E | IPA-22779     | Carregueu una nova foto d'aquest monument |
| Pont de la Gorga o del Raval del Pont                     |              | Obra popular                         | L'Esquirol                                                             | 42° 02′ 10″ N, 2° 22′ 21″ E / 42.036230°N,2.372393°E | IPA-22780     | Pont de la Gorga (l'Esquirol) · Vegeu més fotos d'aquest monument · Carregueu una nova foto d'aquest monument                                          |
| Pont de les Gorgues o del Molí de la Bertrana             |              | Gòtic                                | L'Esquirol                                                             | 42° 02′ 08″ N, 2° 22′ 38″ E / 42.035684°N,2.377146°E | IPA-22781     | Carregueu una nova foto d'aquest monument |
| Cabana de pastor                                          |              | Obra popular                         | L'Esquirol Ctra. BV-5207 Tavertet, km 2,5                              | 42° 01′ 56″ N, 2° 22′ 48″ E / 42.032191°N,2.380112°E | IPA-24296     | Carregueu una nova foto d'aquest monument |
| Rectoria de Cabrera                                       |              | Obra popular XVII-XVIII              | L'Esquirol Santuari de la Mare de Déu de Cabrera                       | 42° 04′ 24″ N, 2° 24′ 28″ E / 42.073296°N,2.407666°E | IPA-35345     | Rectoria de Cabrera (l'Esquirol) · Vegeu més fotos d'aquest monument · Carregueu una nova foto d'aquest monument                                       |
| Molí de la Masallera                                      |              | Obra popular                         | L'Esquirol                                                             | 42° 03′ 44″ N, 2° 23′ 51″ E / 42.062155°N,2.397468°E | IPA-40874     | Carregueu una nova foto d'aquest monument |
| Molí de la Foradada                                       |              | Obra popular                         | L'Esquirol C-153                                                       | 42° 02′ 27″ N, 2° 23′ 41″ E / 42.040716°N,2.394665°E | IPA-40876     | Molí de la Foradada (l'Esquirol) · Vegeu més fotos d'aquest monument · Carregueu una nova foto d'aquest monument                                       |
| Molí de l'Alzina                                          |              | Obra popular XVI-XIX                 | L'Esquirol Cantonigrós                                                 | 42° 02′ 51″ N, 2° 24′ 30″ E / 42.047520°N,2.408376°E | IPA-22702     | Molí de l'Alzina (l'Esquirol) · Vegeu més fotos d'aquest monument · Carregueu una nova foto d'aquest monument                                          |
| Carboneres                                                |              | Obra popular XX                      | L'Esquirol Torrent de les Paganes                                      | 42° 01′ 56″ N, 2° 21′ 27″ E / 42.032300°N,2.357427°E | IPA-22754     | Carregueu una nova foto d'aquest monument |
| Cabana d'era de Carboneres                                |              | Obra popular                         | L'Esquirol Torrent de les Paganes                                      | 42° 01′ 58″ N, 2° 21′ 29″ E / 42.032834°N,2.357978°E | IPA-22755     | Carregueu una nova foto d'aquest monument |
| El Jonquer                                                |              | Obra popular XVIII                   | L'Esquirol Torrent de Balà                                             | 42° 01′ 06″ N, 2° 23′ 20″ E / 42.018264°N,2.389020°E | IPA-22756     | Carregueu una nova foto d'aquest monument |
| La Dogueria                                               |              | Obra popular XVIII                   | L'Esquirol Torrent de Riupregon                                        | 42° 01′ 44″ N, 2° 23′ 10″ E / 42.028946°N,2.386055°E | IPA-22758     | Carregueu una nova foto d'aquest monument |
| L'Arimany                                                 |              | Obra popular XVII                    | L'Esquirol Torrent de Sesgorgues                                       | 42° 02′ 59″ N, 2° 23′ 11″ E / 42.049861°N,2.386397°E | IPA-22759     | Carregueu una nova foto d'aquest monument |
| Masoveria Vella de l'Arimany                              |              | Obra popular XVII                    | L'Esquirol Torrent de Sesgorgues                                       | 42° 03′ 00″ N, 2° 23′ 11″ E / 42.049916°N,2.386506°E | IPA-22760     | Carregueu una nova foto d'aquest monument |
| Cabana d'era de l'Arimany                                 |              | Obra popular XVII                    | L'Esquirol Torrent de Sesgorgues                                       | 42° 02′ 59″ N, 2° 23′ 11″ E / 42.049795°N,2.386267°E | IPA-22761     | Carregueu una nova foto d'aquest monument |
| La Matavera                                               |              | Obra popular XVII                    | L'Esquirol Torrent de la Rotllada                                      | 42° 02′ 27″ N, 2° 23′ 07″ E / 42.040757°N,2.385403°E | IPA-22762     | Carregueu una nova foto d'aquest monument |
| Les Perxes                                                |              | Obra popular                         | L'Esquirol Torrent de Sesgorgues                                       | 42° 03′ 11″ N, 2° 23′ 39″ E / 42.053081°N,2.394034°E | IPA-22766     | Carregueu una nova foto d'aquest monument |
| La Masallera                                              |              | Obra popular XIX                     | L'Esquirol Torrent de Sesgorgues                                       | 42° 04′ 03″ N, 2° 23′ 49″ E / 42.067484°N,2.396980°E | IPA-22767     | Carregueu una nova foto d'aquest monument |
| Cal Vidrier                                               |              | Obra popular XIX                     | L'Esquirol Torrent de Sesgorgues                                       | 42° 04′ 26″ N, 2° 23′ 40″ E / 42.074007°N,2.394400°E | IPA-22768     | Carregueu una nova foto d'aquest monument |
| El Prat de Sant Julià                                     |              | Obra popular XVII                    | L'Esquirol Torrent de Sesgorgues                                       | 42° 04′ 17″ N, 2° 23′ 48″ E / 42.071450°N,2.396700°E | IPA-22772     | Carregueu una nova foto d'aquest monument |
| Cabana d'era del Prat de Sant Julià                       |              | Obra popular                         | L'Esquirol Torrent de Sesgorgues                                       | 42° 04′ 19″ N, 2° 23′ 49″ E / 42.071897°N,2.396937°E | IPA-22775     | Carregueu una nova foto d'aquest monument |
| El Cos                                                    |              | Obra popular                         | L'Esquirol Torrent de Balà, marge dret                                 | 42° 01′ 45″ N, 2° 24′ 31″ E / 42.029151°N,2.408480°E | IPA-22776     | Carregueu una nova foto d'aquest monument |
| Capella de Vilaporta                                      | BCIL 2008    | Obra popular                         | L'Esquirol Ctra. C-153 de Vic a Camprodon                              | 42° 02′ 56″ N, 2° 20′ 42″ E / 42.048829°N,2.345095°E | IPA-35430     | Carregueu una nova foto d'aquest monument |
| Ermita de Santa Margarida                                 | BCIL 2008    |                                      | L'Esquirol Camí de Biquideres des de la ctra. C-153 de Vic a Camprodon | 42° 03′ 23″ N, 2° 20′ 01″ E / 42.056465°N,2.333616°E | IPA-35431     | Carregueu una nova foto d'aquest monument |
| Xalets suïssos de Cantonigrós                             | BCIL 2008    | XX                                   | L'Esquirol Cantonigrós, ctra. C-153 de Vic a Camprodon                 | 42° 02′ 28″ N, 2° 24′ 41″ E / 42.041033°N,2.411527°E | IPA-35432     | Carregueu una nova foto d'aquest monument |
| Teuleria de la Cabreta                                    |              | Obra popular XIX-XX                  | L'Esquirol                                                             | 42° 02′ 59″ N, 2° 24′ 54″ E / 42.04975°N,2.41499°E   | IPA-40877     | Carregueu una nova foto d'aquest monument |
| Capella del Cuní                                          | BCIL 2008    |                                      | L'Esquirol                                                             | 42° 00′ 04″ N, 2° 19′ 08″ E / 42.001145°N,2.31895°E  | IPA-45853     | Carregueu una nova foto d'aquest monument |
| Cabana del Dot                                            | BCIL 2008    |                                      | L'Esquirol C-153, km 12,5                                              | 42° 01′ 39″ N, 2° 20′ 29″ E / 42.027374°N,2.341491°E | IPA-45854     | Carregueu una nova foto d'aquest monument |
| Can Clavell                                               | BCIL 2008    | XIX                                  | L'Esquirol Ctra. BV-5207 de Sta. Maria de Corcó a Tavertet, km 1       | 42° 02′ 09″ N, 2° 22′ 32″ E / 42.035795°N,2.375593°E | IPA-45857     | Carregueu una nova foto d'aquest monument |